# 홍천 물걸리 석조비로자나불좌상
홍천 물걸리 석조비로자나불좌상(洪川 物傑里 石造毘盧遮那佛坐像)은 대한민국 강원특별자치도 홍천군 내촌면 대승사에 있는 남북국 시대 신라의 불상이다.
1971년 7월 7일 대한민국의 보물 제542호 홍천물걸리석조비로자나불좌상(洪川物傑里石造毘盧舍那佛坐像)으로 지정되었다가, 2010년 8월 25일 현재의 명칭으로 변경되었다.

## 개요
대승사에는 통일신라 후기에 만들어진 석조비로자나불좌상 외에도 석조여래좌상(보물 제541호), 불대좌 및 광배 4기가 있다.
머리에는 작은 소라 모양의 머리칼을 붙여 놓았으며 그 위로 상투 모양의 머리묶음이 크게 솟아 있다. 약간 고개를 숙인 얼굴은 풍만하지만 턱이 뾰족하여 단정한 인상을 풍기고 있다. 옷은 양 어깨에 걸쳐 입고 있는데 긴장감이나 탄력적인 모습이 사라진 채 다소 투박하고 무겁게 늘어진 모습이 역력하다. 옷주름은 어깨에서 두 팔을 거쳐 무릎에까지 나타나 있으나 평행선으로 되어 약간 형식적으로 처리된 모습을 보이고 있다. 손은 오른손 검지를 왼손으로 감싸고 있는 모습으로 일반적인 비로자나불이 취하는 손모양과는 반대로 되어있다.
불상이 앉아있는 대좌(臺座)는 8각 연화대좌로 상대·하대에는 연꽃무늬가 새겨져 있고, 중대에는 부처에게 공양을 드리는 사람, 악기를 연주하는 사람, 향로 등이 새겨져 있다.
8세기 불상에 비해 양감이 없는 평판적인 신체, 긴장감이 사라진 무겁고 해이한 옷주름 등으로 보아 9세기 후반에 유행하던 비로자나불상의 전형적인 양식을 보여주는 작품이라고 하겠다.

## 참고 자료
- 홍천 물걸리 석조비로자나불좌상 - 국가유산청 국가유산포털